# Воображаемая любовь
«Воображаемая любовь» (фр. Les amours imaginaires) — второй фильм канадского режиссёра Ксавье Долана. Премьера состоялась 16 мая 2010 года на Каннском кинофестивале в программе «Особый взгляд».

## Сюжет
Молодой гей по имени Франсис (Ксавье Долан) и его давняя подруга Мари знакомятся с красавчиком греко-римского вида Николя, влюбляясь в него и начиная фантазировать. Трое близких друзей становятся участниками любовного треугольника. Между Франсисом и Мари начинается соперничество за обладание душой и телом нового приятеля. Троица всё свободное время проводит вместе, спит в одной постели, но всё невинно и платонически. Мари и Франсис по очереди и каждый по-своему признаются Николя в любви. Но это было лишним. Идиллические отношения заканчиваются. Дружбе пришёл конец. Николя уезжает в Азию.
Через год на вечеринке Мари и Франсис случайно встречают своего сладкого друга. Но эта встреча не обещает ничего хорошего.

## В ролях
- Ксавье Долан — Франсис
- Мония Шокри — Мари
- Нильс Шнайдер — Николя
- Анн Дорваль — Дезире, мама Николя

## Награды
- Главный приз 57-го Сиднейского кинофестиваля[2].

## Интересные факты
- Сцена с дождем из маршмэллоу является отсылкой к фильму «Загадочная кожа» Грегга Араки[3]